# Campodorus epachthoides
Campodorus epachthoides là một loài tò vò trong họ Ichneumonidae.